# Tjesnac Šokalskog
Tjesnac Šokalskog (rus. Пролив Шокальского) je tjesnac u Sjevernoj Zemlji, Rusija.

## Geografija
Tjesnac Šokalskog je do 50 km širok tjesnac koji odvaja otok Boljševik od otoka Oktjabrskoj Revoljucii, povezujući Karsko more na zapadu s Laptevskim morem na istoku. Ime je dobio po ruskom oceanografu Juliju Šokalskom.
Neki fjordovi Severnaje Zemlje ulaze u tjesnac, poput fjorda Marat na istočnoj obali Otoka Oktobarske revolucije, kao i fjordovi Partizan, Spartak i Thaelmann na sjeverozapadnoj obali otoka Boljševik.
Rt Baranov i njegova susjedna polarna postaja Prima nalaze se u sjevernom dijelu otoka Boljševik okrenut prema tjesnacu Šokalskog.
Krasnoflotski otoci nalaze se na zapadnom kraju tjesnaca.